# Thích Thiện Châu
Thích Thiện Châu, né Hồ Đắc Cư  le 23 février 1931 au Vietnam, et décédé le 5 octobre 1998, est un moine bouddhiste vietnamien et un militant pour la paix.

## Biographie
Thích Thiện Châu naît en 1931 dans le village d'An Truyen (district de Phu Vang, province de Thừa Thiên Huế, alors Protectorat français d'Annam), où il grandit dans une famille aisée.
A l'âge de 16 ans, il demande à ses parents l'autorisation de devenir moine auprès du Vénérable Thích Giác Nguyên, abbé du temple municipal (Đình) Tây Thiên de Hué. Il est ordonné novice sous le nom de Tam True, puis moine en 1952.
De 1948 à 1958 il suit une formation en bouddhisme et en littérature chinoise à l'école bouddhique de Báo Quốc. En raison de son érudition, de sa discipline stricte et de son éloquence, il est tour à tour nommé maître de conférences dans les provinces de Quảng Trị, Hue, Da Nang, Nha Trang, Đà Lạt, Buôn Ma Thuột, Phan Thiết, et enfin Saïgon. Il devient le plus jeune et le plus remarquable conférencier de l'époque, et est surnommé « l'étoile brillante du bouddhisme vietnamien ».
En 1961, il part étudier à l'Institut universitaire bouddhiste de Nâlandâ, dans l'État du Bihar, en Inde.
En 1963 il obtient une licence en pali (Pàlyacharya), puis en 1965 une licence d'anglais.
De 1965 à 1967, il est invité à Londres par le Vénérable Sangharakshita, pour travailler pour la Sangha britannique et étudier à la School of Oriental and African Studies de l'université de Londres.
En 1967, il se rend en France pour continuer à étudier le bouddhisme avec le professeur André Bareau au Collège de France. Il devient président de la branche française de l'Association bouddhiste vietnamienne d'outre-mer, et guide spirituel de la Fédération des étudiants bouddhistes vietnamiens en Europe.
Il est l'un des moines vietnamiens prêchant le Dhamma en Europe et compte un grand nombre de disciples parmi les étudiants, les intellectuels et les expatriés en France, en Allemagne, en Belgique et en Suisse.
En 1971, il obtient à la l'Université Panthéon-Sorbonne un Doctorat de 3e cycle en philosophie avec la thèse « Le Tridharmakasastra, étude philologique et doctrinale ».
En 1972, il devient attaché de recherche au Centre national de la recherche scientifique (CNRS).
En 1975, il fonde avec quelques amis l'Association bouddhiste vietnamienne en France, dont il devient le président, chargé de diriger l'organisation bouddhiste vietnamienne à l'étranger et de publier le journal Huong Sen.

Parallèlement à ses études, il participe activement au mouvement pour la paix de l'Église bouddhiste vietnamienne,,.
En 1977, il obtient un Doctorat d'Etat ès lettres et sciences humaines avec la thèse « Les Sectes personnalistes (Pudgalavadin) du bouddhisme ancien » à la Sorbonne. La même année, il organise avec Nun Mandala une collecte de fonds pour construire un temple vietnamien en France, servant de modèle symbolique pour la culture vietnamienne traditionnelle en France.
En 1980, il lance la construction du monastère zen Trúc Lâm (en), un temple vietnamien d'une superficie de 600 m², à Villebon-sur-Yvette, en banlieue parisienne.
De 1981 à 1998, il est le représentant en chef de l'Église bouddhiste vietnamienne à l'étranger, occupant simultanément les postes de directeur adjoint de l'Institut vietnamien d'études bouddhistes, vice-président du Conseil de traduction et de publication du Tripitaka vietnamien, vice-président de l'Académie Bouddhique du Vietnam à Hue, et membre du Conseil Exécutif du Comité Central de la Sangha bouddhiste du Viêt Nam.
En parallèle, il est professeur de Dharma à l'Académie bouddhiste du Vietnam à Ho Chi Minh-Ville et à l'Académie bouddhiste du Vietnam à Hue, et assiste à des conférences bouddhistes internationales. Il est souvent invité à donner des conférences dans des universités du monde entier, et organise de nombreux séminaires, dans le but d’appliquer les enseignements bouddhistes pour trouver des réponses aux grandes questions de l’époque telles que: l’écologie, la position des femmes, le rôle des laïcs, la méditation avec la vie d’aujourd’hui, etc.
Il décède de façon inattendue le 5 octobre 1998, à 68 ans, au monastère zen Trúc Lâm de Villebon-sur-Yvette.

### Ouvrages en vietnamien
- Phật tử, Thành phố Hồ Chí Minh, Thành hội Phật giáo, 1996.
- Tìm đạo, Thành phố Hồ Chí Minh, Viện nghiên cứu Phật học Việt Nam, 1996.

### Ouvrages en français
- La littérature des personnalistes du bouddhisme ancien, éditions de Ho Chi Minh Ville, 1998 (ASIN B01HDXLCVC).

### Etudes
- (vi) Giáo hội Phật giáo Việt Nam (HoChiMinh-ville), Kỷ yếu lễ tang : Hòa Thượng Thích Thiện Châu, Villebon-sur-Yvette, Kỷ Mão, 1999.